# Ewa Bojenko-Izdebska
Ewa Bojenko-Izdebska (ur. 25 maja 1951 w Krakowie, zm. 8 października 2017 w Krakowie) – polska politolożka i niemcoznawczyni, nauczyciel akademicki.

## Życiorys
Ukończyła V Liceum Ogólnokształcące im. Augusta Witkowskiego w Krakowie, a następnie filologię germańską na Uniwersytecie Jagiellońskim.
Stopień doktorski uzyskała w 1992 na podstawie rozprawy pt. Koncepcje doktrynalne Młodych Socjalistów w SPD w latach 1969–1981, a stopień doktora habilitowanego otrzymała w 2012 na podstawie rozprawy pt. Przemiany w Niemczech Wschodnich 1989-2010. Polityczne aspekty transformacji.
Od 1982 pracowała jako asystentka, a następnie jako adiunktka w Katedrze Stosunków Międzynarodowych i Polityki Zagranicznej Instytutu Nauk Politycznych i Stosunków Międzynarodowych UJ. Wykładała także w Instytucie Filologii Germańskiej, Instytucie Historii UJ oraz Wyższej Szkole Informatyki i Zarządzania w Rzeszowie.
Była członkinią Polskiego Towarzystwa Stosunków Międzynarodowych czy Towarzystwa Polsko-Niemieckiego w Krakowie, jak również stypendystką m.in. Democratic Institutions Fellowship NATO, Fundacja im. Friedricha Eberta czy Fundacji Konrada Adenauera.
Specjalizowała się w badaniu polityki międzynarodowej Niemiec oraz niemieckiego systemu politycznego i partyjnego. Pracowała także jako tłumaczka przysięgła języka niemieckiego.
Zmarła 8 października 2017 r. w Krakowie i została pochowana tamże, na cmentarzu Podgórskim (kwatera XIX-9-54).

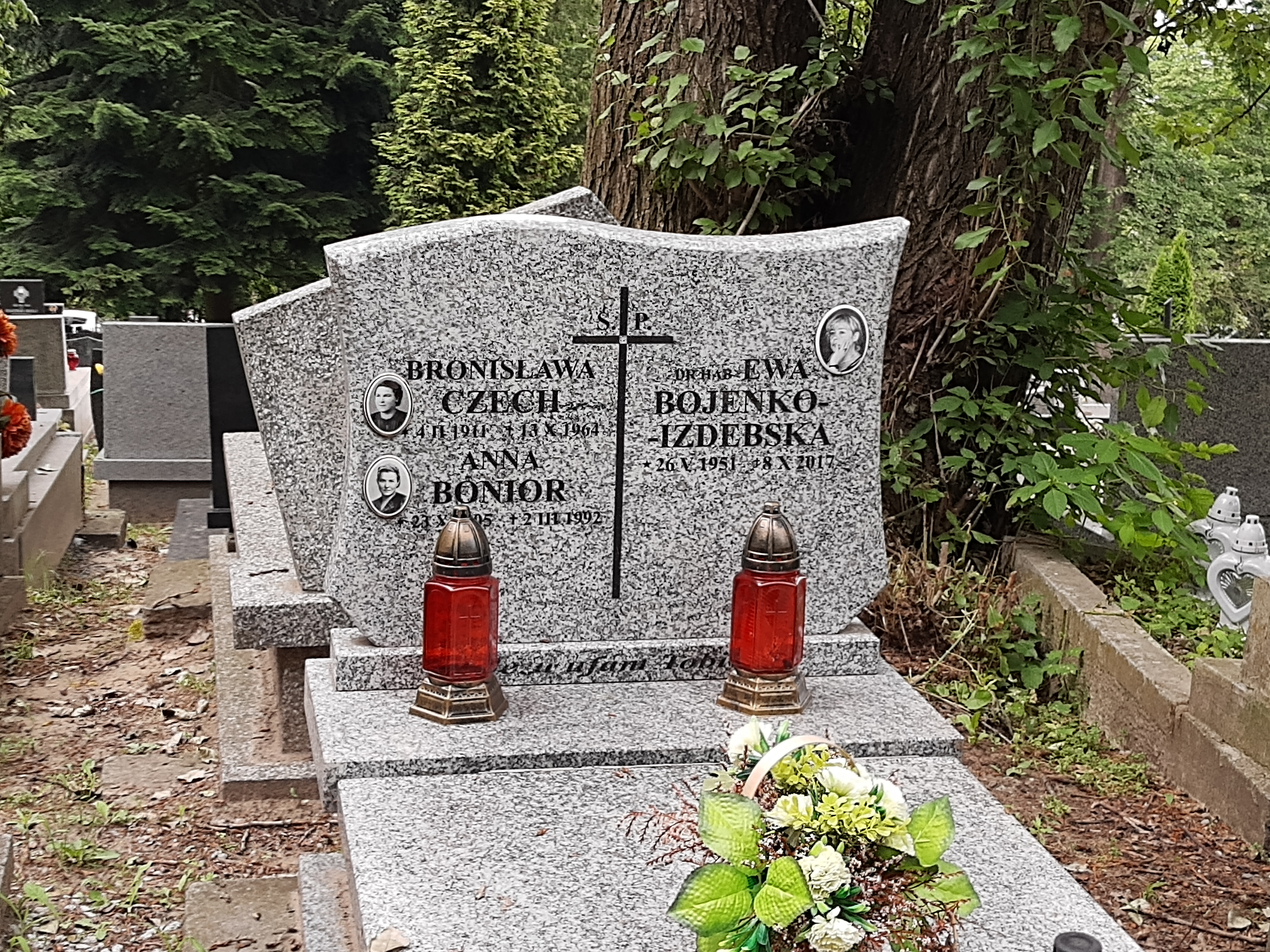
Grób Ewy Bojenko-Izdebskiej na Cmentarzu Podgórskim

## Wybrane publikacje
- Przemiany w Niemczech Wschodnich 1989-2010: polityczne aspekty transformacji, 2011 ISBN 9788376381152
- Polityka RFN wobec państw socjalistycznych w latach siedemdziesiątych i osiemdziesiątych, 1985 (wspólnie z Erhardem Cziomerem i Bogdanem Drejem), ISBN 8323300313